# Polski Związek Koszykówki
Polski Związek Koszykówki (oficjalny skrót PZKosz) – ogólnokrajowy związek sportowy (stowarzyszenie) z siedzibą w Warszawie, założony w 1957 r., działający na terenie Rzeczypospolitej Polskiej, posiadający osobowość prawną, będący jedynym prawnym reprezentantem polskiej koszykówki (zarówno mężczyzn, jak i kobiet we wszystkich kategoriach wiekowych) w kraju i zagranicą. Od 1934 r. członek FIBA (wówczas jako Polski Związek Gier Sportowych, utworzony w 1928 r.).
W latach 90. XX wieku i na przełomie wieków powstały nowe autonomiczne organizacje zawiadujące koszykówką wyczynową najwyższego szczebla krajowego: 
- Kolegium Ligi, następnie Polska Liga Koszykówki Sp. z o.o. (teraz spółka akcyjna)
- Polska Liga Koszykówki Kobiet Sp. z o.o.

## Cele statutowe
Polski Związek Koszykówki jest związkiem sportowym mającym na celu rozwój i popularyzację koszykówki w Polsce, koordynację działalności zrzeszonych w nim członków oraz reprezentowanie spraw koszykówki w kraju i za granicą.

## Prezesi Zarządu
| Lp. | Prezes PZKosz       | Kadencja             | Kadencja             |
| Lp. | Prezes PZKosz       | od                   | do                   |
| --- | ------------------- | -------------------- | -------------------- |
| 1.  | Marian Kozłowski    | 1957                 | 1969                 |
| 2.  | Marian Kozłowski    | 1980                 | 1984                 |
| 3.  | Marek Paszucha      | 1991                 | 1993                 |
| 4.  | Kajetan Hądzelek    | 1993                 | 11 grudnia 2000      |
| 5.  | Marek Pałus         | 11 grudnia 2000      | 6 listopada 2006     |
| 6.  | Roman Ludwiczuk     | 6 listopada 2006     | 29 stycznia 2011     |
| 7.  | Grzegorz Bachański  | 29 stycznia 2011     | 26 listopada 2018    |
| 8.  | Radosław Piesiewicz | 26 listopada 2018    | 21 października 2024 |
| 9.  | Grzegorz Bachański  | 21 października 2024 |                      |

## Wojewódzkie Okręgowe Związki Koszykówki
1. Dolnośląski Związek Koszykówki
2. Krakowski Okręgowy Związek Koszykówki
3. Kujawsko-Pomorski Związek Koszykówki
4. Lubelski Związek Koszykówki
5. Lubuski Związek Koszykówki
6. Łódzki Związek Koszykówki
7. Opolski Związek Koszykówki
8. Podkarpacki Związek Koszykówki
9. Podlaski Związek Koszykówki
10. Pomorski Okręgowy Związek Koszykówki
11. Stowarzyszenie Wielkopolski Związek Koszykówki
12. Śląski Związek Koszykówki
13. Świętokrzyski Związek Koszykówki
14. Warmińsko-Mazurski Związek Koszykówki
15. Warszawski Okręgowy Związek Koszykówki Województwa Mazowieckiego
16. Zachodniopomorski Okręgowy Związek Koszykówki

Wojewódzkie Okręgowe Związki Koszykówki organizują rozgrywki III ligi mężczyzn.